# Pterospermum kingtungense
Pterospermum kingtungense är en malvaväxtart som beskrevs av Cheng Yih Wu och Hsue. Pterospermum kingtungense ingår i släktet Pterospermum och familjen malvaväxter. Inga underarter finns listade i Catalogue of Life.